# Quillabamba
Quillabamba est une ville du Pérou. Située dans la région de Cuzco, elle est la capitale de la province de La Convención.
La ville a été fondée en 1857. Elle est traversée par la rivière Urubamba.